# Heworth Without
Heworth Without är en civil parish i York, Storbritannien.   Den ligger i grevskapet North Yorkshire och riksdelen England, i den centrala delen av landet, 280 km norr om huvudstaden London. Orten har 2 191 invånare (2011).